# One Day at a Time
One Day at a Time é uma série de televisão americana de comédia e drama no formato de sitcom, e baseda na sitcom de 1975-1984 de mesmo nome. Foi elaborada por Gloria Calderon Kellett e Mike Royce, com Norman Lear como produtor executivo.
A série apresenta um elenco, estrelado por Justina Machado, Todd Grinnell, Isabella Gomez, Marcel Ruiz, Stephen Tobolowsky e Rita Moreno. O programa gira em torno de uma família de gusanos que vive em Los Angeles, com foco em uma mãe solteira reservista que lida com TEPT (Transtorno do Estresse Pós-Traumático)após cometer crimes de guerra no Afeganistão, seus filhos e sua mãe cubana. A recriação da comédia original da CBS aborda questões importantes como doenças mentais, imigração, sexismo, homofobia e racismo, enfrentadas por latinos que moram nos Estados Unidos.
As gravações aconteceram em Los Angeles, na Califórnia (EUA), nos estúdios da Sony Studios no Stage 25. Foi filmada com uma configuração de câmera múltipla em frente a uma plateia no estúdio. A primeira temporada consistiu em treze episódios e foi lançada em 6 de janeiro de 2017. Em 4 de março de 2017, a Netflix renovou o seriado para uma segunda temporada. A gravação da segunda temporada começou em maio de 2017 e terminou em setembro de 2017. Em 26 de janeiro de 2018, a segunda temporada estreou no serviço de streaming com 13 episódios.
No dia 26 de março de 2018 a série foi renovada para uma terceira temporada de 13 episódios.
Após a sua divulgação, o programa recebeu aclamação da crítica, com críticas e jornalistas elogiando o roteiro e as atuações de Justina Machado e Rita Moreno.
One Day at a Time foi listado como um dos melhores programas de televisão de 2017, com mais de 18 críticos classificando-o como um dos dez melhores programas do ano. O seriado recebeu vários prêmios e indicações, incluindo a nomeação do Primetime Emmy Award para a eOutstanding Multi-Camera Picture Editing for a Comedy Series (Pat Barnett). No Image Foundation Awards ganhou o Melhor Programa de Televisão Primetime - Comédia, Melhor Atriz - Televisão (Justina Machado), Melhor Atriz Coadjuvante - Televisão (Isabella Gomez) e Melhor Ator Jovem - Televisão (Marcel Ruiz). Rita Moreno foi indicada a um prêmio de Crítica de Televisão na categoria Melhor Atriz Coadjuvante em seriado de humor. A série também foi indicada a um GLAAD Media Award na categoria Melhor Programa Humorístico.
A terceira temporada da série estreou no dia 08 de fevereiro de 2019.
Em 14 de março de 2019, a Netflix anunciou o cancelamento da série, após três temporadas.
Kellett e Royce afirmaram que a Sony pretende oferecer o seriado para outros canais, com a CBS All Access, Pop e The CW demonstrando interesse. . Em 27 de junho de 2019, o programa foi adquirido pela PopTV e voltou com uma quarta temporada em 2020, mas foi cancelada novamente após 4 temporadas.

## Sinopse
O show retrata a vida cotidiana de uma família gusanos com cada personagem encontrando sua própria jornada. Seguindo a história de Penelope Alvarez (Justina Machado), uma veterana do Corpo de Enfermagem do Exército dos Estados Unidos, enfrentando seu retorno à vida civil com muitos problemas não resolvidos de seu tempo no Exército, devido aos crimes de guerra cometidos contra o povo Afegão. Ela trabalha como enfermeira no escritório de Dr. Leslie Berkowitz (Stephen Tobolowsky). Após o alcoolismo do marido, devido ao transtorno de estresse pós-traumático de seu tempo no Exército, ele tornou, nas palavras de Penélope, "inseguro em estar na casa", ela se separa de Victor (James Martínez), levando as crianças com ela. Com a ajuda de sua Mãe, Lydia (Rita Moreno), uma refugiada que deixou Cuba como adolescente após a ascensão de Fidel Castro ao poder, ela está criando seus dois filhos: Elena (Isabella Gómez) e Alex (Marcel Ruiz). Além de planejar os quinces da filha, Penélope começa a namorar e encontra um interesse amoroso. Elena, resistente a ter um quinces, começa a namorar com um adolescente de sua classe; para perceber mais tarde que é lésbica. Depois de passar um momento difícil tentando achar uma maneira de contar a sua família sobre sua sexualidade, ela encontra o momento certo para sair do armário. Alex começa a trabalhar em um projeto escolar sobre Cuba com a ajuda de Schneider (Todd Grinnell) e Lydia. Lydia fala sobre deixar Cuba fugir da ditadura de Castro e como ela se apaixonou por seu falecido marido Berto (Tony Plana).
Cada episódio da série se concentra em questões importantes que enfrentam as comunidade hispânicas e as famílias em geral. Ela tratou de tópicos como batalhas de veteranos com TEPT, depressão e ansiedade, bem como sexualidade, identidade de gênero, sexismo e religião, entre outros.

## Elenco

### Principal
| Ator               | Personagem               | Temporadas | Temporadas | Temporadas   | Temporadas |
| Ator               | Personagem               | 1.ª        | 2.ª        | 3.ª          | 4.ª        |
| ------------------ | ------------------------ | ---------- | ---------- | ------------ | ---------- |
| Justina Machado    | Penélope Riera Alvarez   | Principal  | Principal  | Principal    | Principal  |
| Rita Moreno        | Lydia Riera              | Principal  | Principal  | Principal    | Principal  |
| Isabella Gomez     | Elena Alvarez            | Principal  | Principal  | Principal    | Principal  |
| Marcel Ruiz        | Alejandro "Alex" Alvarez | Principal  | Principal  | Principal    | Principal  |
| Todd Grinnell      | Pat Schneider            | Principal  | Principal  | Principal    | Principal  |
| Stephen Tobolowski | Dr. Leslie Berkowitz     | Principal  | Principal  | Principal    | Principal  |
| Sheridan Pierce    | Syd                      |            | Recorrente | Recorrente   | Principal  |
| Recorrente         |                          |            |            |              |            |
| Eric Nenninger     | Scott                    | Recorrente | Recorrente | Recorrente   |            |
| Judy Reyes         | Ramona                   | Recorrente | Recorrente | Recorrente   | Recorrente |
| Tony Plana         | Berto Riera              | Recorrente | Recorrente | Participação |            |
| James Martínez     | Victor Alvarez           | Recorrente | Recorrente | Recorrente   |            |
| Ed Quinn           | Max Ferraro              |            | Recorrente | Recorrente   | Recorrente |
| Alex Quijano       | Mateo                    |            |            | Recorrente   |            |
| India de Beaufort  | Avery                    |            |            | Recorrente   | Recorrente |
| Raquel Justice     | Nora                     |            |            |              | Recorrente |

### Participações
- Mackenzie Phillips como Pam Valentine
- Cedric Yarbrough como Jerry
- Tony Plana como Berto
- Jolie Jenkins como Nikki
- Jay Hayden como Ben
- Gabrielle Elyse como Dani
- Ivonne Coll como Esme
- Emiliano Díez como Padre Jose
- Georgia Engel como Irmã Barbara
- Tim Bagley como Henry
- Mindy Sterling como Delia
- Timm Sharp como Enfermeiro Wally

## Episódios
| Temporada | Temporada | Episódios | Episódios | Originalmente lançado  | Originalmente lançado  | Originalmente lançado |
| Temporada | Temporada | Episódios | Episódios | Estreia da temporada   | Final da temporada     | Emissora              |
| --------- | --------- | --------- | --------- | ---------------------- | ---------------------- | --------------------- |
|           | 1         | 13        | 13        | 6 de janeiro de 2017   | 6 de janeiro de 2017   | Netflix               |
|           | 2         | 13        | 13        | 26 de janeiro de 2018  | 26 de janeiro de 2018  | Netflix               |
|           | 3         | 13        | 13        | 8 de fevereiro de 2019 | 8 de fevereiro de 2019 | Netflix               |
|           | 4         | 07        | 07        | 24 de março de 2020    | 16 de junho de 2020    | Pop TV                |

Temporada 1
Na primeira temporada, Penélope e Lídia estão tentando convencer Elena para ter uma quinceañera para honrar sua herança cubana. Elena sente que não está sendo levada a sério na escola, enquanto Penélope está lutando para expressar suas idéias para seus colegas de trabalho.  Lydia dá a Elena uma reforma no visual para que ela possa atrair a atenção de seus colegas de turma, enquanto Penélope decide não deixar seu colega de trabalho silenciá-la e implementa seu plano no escritório do Dr. Berkowitz. Depois de algum tempo Penélope decide começar a namorar novamente e vai atras de Schneider para obter conselhos. Lydia diz a Penélope que suspeita da amizade de Carmen e Elena, chamando-a de 'queer'. Mais tarde, Penélope e Lydia descobrem que os pais de Carmen foram deportados e ela estava vivendo no quarto de Elena o tempo todo. Dr. Berkowitz está saindo com Lydia, secretamente, como "amigos". Durante o final da temporada, Elena se assume lésbica, fazendo com que Penélope se sinta estranha, apesar de todos, inclusive a católica Lydia, serem muito aceitativos.  Penélope pede conselhos e percebe que ama e aceita Elena, não importa como. No entanto, o pai de Elena, Victor, não leva as notícias tão bem. Durante o final da temporada, Elena tem sua quinceañera e seu pai a abandona antes da dança pai-filha, levando sua mãe a dançar com ela e o resto de sua família se juntou a um abraço grupal na pista de dança.
Temporada 2
A segunda temporada começa com Penelope preocupada com as mudanças que ela vê em Alex. Depois de discutir o assunto, descobre que Alex está sofrendo bullying e enfrenta o racismo na escola. Penélope decide voltar para a faculdade para se tornar uma médica, mas está falhando em todos os seus cursos. Com a ajuda de sua mãe e filhos, ela se decide e continua seguindo seu sonho. Elena começa a gostar de uma pessoa não-binária que é amigue, enquanto lida com o fato de que seu pai não a aceita. Penélope e Alex estão passando tempo juntos, indo ao cinema e trabalhando durante o verão no escritório do Dr. Leslie Berkowitz. Penélope começa a namorar um velho amigo de seu tempo no Exército sem contar a sua família. Mais tarde, ela se preocupa de que o relacionamento não seja exclusivo e que Max esteja saindo com outras pessoas. Elena vê Alex mandando menssagem para alguém chamado "P" e assume que Alex tem uma namorada, mas quando o segue quando ele deve encontrar-se com "P" ela descobre que é na verdade Victor ("P" na verdade significava 'Papi') que vinha se encontrando e mantendo contato com Alex. Depois de confrontar seu pai, o relacionamento de Elena e Victor é melhorado novamente. Lydia descobre que o Dr. Berkowitz vai à ópera com outra mulher. Ela e Schneider vão à ópera para espionar o Dr. Berkowitz e descobrir se ele está namorando outra. Durante os episódios finais da temporada, Lydia e Penélope têm uma discussão acalorada e Lydia tem um acidente vascular cerebral. Ela é hospitalizada com cada um dos personagens contando o que eles amam nela e por que eles se preocupam com Lydia.

## Música-tema e créditos iniciais
A música-tema para a série original One Day at a Time, "This is It", foi re-gravada para a versão mais recente da série, com um novo arranjo de Emilio Estefan apresentando instrumentação cubana e a vocalista Gloria Estefan. A música foi composta pelo casal de compositores Jeff Barry e Nancy Barry. A artista de gravação Polly Cutter cantou a versão original da música-tema.

## Recepção
No Rotten Tomatoes, a primeira temporada tem uma classificação de aprovação de 96% com base em 23 avaliações com uma avaliação média de 7.6/10. No consenso crítico do site diz: "One Day at a Time revive um clássico de Norman Lear como um animado, afiado e orgulhoso (...) sitcom reforçado por um excesso de sentimentos e ótimas performances de Rita Moreno e Justina Machado".

### Audiência
| № | Título                    | Exibição original   | Rating/share (18–49) | Audiência (em milhões) | DVR (18–49)    | Audiência em DVR (milhões) | Total (18–49)  | Audiência total (em milhões) |
| - | ------------------------- | ------------------- | -------------------- | ---------------------- | -------------- | -------------------------- | -------------- | ---------------------------- |
| 1 | "Checking Boxes"          | 24 de março de 2020 | 0.1                  | 0,607                  | por determinar | por determinar             | por determinar | por determinar               |
| 2 | "Penny Pinching"          | 31 de março de 2020 | 0.1                  | 0,568                  | por determinar | por determinar             | por determinar | por determinar               |
| 3 | "Boundaries"              | 07 de abril de 2020 | 0.1                  | 0,525                  | por determinar | por determinar             | por determinar | por determinar               |
| 4 | "One Halloween At a Time" | 14 de abril de 2020 | 0.1                  | 0,164                  | por determinar | por determinar             | por determinar | por determinar               |
| 5 | "Perfect"                 | 21 de abril de 2020 | 0.0                  | 0,138                  | por determinar | por determinar             | por determinar | por determinar               |